# Бергатројте
Бергатројте (њем. Bergatreute) општина је у њемачкој савезној држави Баден-Виртемберг. Једно је од 39 општинских средишта округа Равенсбург. Према процени из 2010. у општини је живјело 3.208 становника. Посједује регионалну шифру (AGS) 8436014.

## Географски и демографски подаци
Бергатројте се налази у савезној држави Баден-Виртемберг у округу Равенсбург. Општина се налази на надморској висини од 606 метара. Површина општине износи 23,2 km². У самом мјесту је, према процени из 2010. године, живјело 3.208 становника. Просјечна густина становништва износи 139 становника/km².